# University of Santo Tomas Singers
University of Santo Tomas Singers o UST Singers és el cor oficial de la Universitat Reial i Pontifícia de Santo Tomas de Manila, Filipines. Aquest grup vocal es va formar l'any 1992, sota direcció de Fidel G.Calalang Jr. En només dotze anys d'existència, aquest grup coral ha arribat a estar catalogat entre els millors del món, havent guanyat l'any 1995 el premi Cor del Món al Llangollen International Musical Eisteddfod, a Gal·les. A més d'aquest han anat rebent un recull de primers premis en les diferents categories als festivals i concursos internacionals més prestigiosos del món, i sempre han estat aclamats per la crítica i pel públic, tant pel seu nivell vocal com per l'espectacularitat de les seves interpretacions.
El repertori d'aquest cor va des de la polifonia del Renaixement fins als musicals de Broadway, passant pel folklore filipí, o fins i tot per la música pop. Un concert dels UST Singers és un espectacle, usualment realitzen una primera part de polifonia, i de música de compositor, i una segona part de repertori tradicional filipí (amb música de les diferents províncies del seu país, totalment coreografiada i amb vestits tradicionals) o bé interpreten fragments de musicals.
Han visitat Catalunya en diferents ocasions, participant en el Festival Internacional de Cant Coral Catalunya Centre (els anys 1993, 1995, 1998, 2002 i 2008), i al Festival Internacional de Música Coral de Barcelona (l'any 1993), sent el cor més aclamat de les edicions on han participat, i portant un bocí de la cultura i la música filipina allà on van.
Fidel G. Calalang Jr. és director dels UST Singers des dels seus inicis, l'any 1992. És un dels directors més importants de les Filipines, també reconegut com a pianista, compositor, cantant i mestre de música. Ha estat reconegut internacionalment com a millor director en diferents festivals i concursos corals, ja que el seu estil és gairebé únic. També ha estat reconegut per la Universitat de Santo Tomàs com un dels membres amb més reconeixement a nivell mundial. Té un do especial per la música, a més d'haver actuat sempre amb gran disciplina. Tot això unit a les experiències de les gires, on ha recollit peces noves, incorporat coreografies teatrals, i d'altres vivències que ha pogut anar incorporant al cor. Això ha fet que any rere any els UST Singers hagin anat millorant.